# Andreas Kron
Andreas Lorentz Kron (Albertslund, 1 de junio de 1998) es un ciclista profesional danés que compite con el equipo Uno-X Mobility.

## Trayectoria
Debutó como profesional en 2017 con el equipo de su país Riwal Platform Cycling Team. Un año después lograría su primera victoria al ganar la tercera etapa de la Flèche du Sud. En 2019 también lograría triunfar con la selección nacional al imponerse en solitario en la 2.ª etapa del Orlen Nations Grand Prix, permitiéndole así finalizar 2.º en la clasificación general.
El 21 de agosto de 2020 el Lotto Soudal anunció su fichaje para los siguientes dos años a partir de 2021. Dos días después logró la medalla de plata en la prueba en ruta de los campeonatos nacionales de Dinamarca, siendo únicamente superado por Kasper Asgreen.
En su primera temporada con el equipo belga consiguió dos triunfos de etapa en carreras del UCI WorldTour, la Volta a Cataluña y la Vuelta a Suiza. Al año siguiente debutó en el Tour de Francia y, mientras estaba participando en la prueba, renovó su contrato hasta 2024. En 2023 participó en la Vuelta a España y logró la victoria en la 2.ª etapa.
Empezó el año 2024 sin poder competir como consecuencia de una conmoción cerebral, que sufrió en un accidente mientras entrenaba, y su primera carrera fue la Volta a Cataluña a finales de marzo. Tenía previsto participar en el Tour de Francia, pero no pudo acudir tras no recuperarse de una caída en el Critérium del Dauphiné. Sí estuvo presente en la Vuelta a España, pero una nueva caída le impidió tomar la salida en la séptima etapa el mismo día que se anunció su incorporación al Uno-X Mobility por dos temporadas.

## Palmarés
2018
- 1 etapa de la Flèche du Sud

2019
- 1 etapa del Orlen Nations Grand Prix

2020
- 2.º en el Campeonato de Dinamarca en Ruta
- 1 etapa del Tour de Luxemburgo

2021
- 1 etapa de la Volta a Cataluña
- 1 etapa de la Vuelta a Suiza

2023
- 3.º en el Campeonato de Dinamarca en Ruta
- 1 etapa de la Vuelta a España

## Resultados en Grandes Vueltas y Campeonatos del Mundo
| Carrera         | Carrera         | 2017 | 2018 | 2019 | 2020 | 2021 | 2022 | 2023 | 2024 |
| --------------- | --------------- | ---- | ---- | ---- | ---- | ---- | ---- | ---- | ---- |
|                 | Giro de Italia  | —    | —    | —    | —    | —    | —    | —    | —    |
|                 | Tour de Francia | —    | —    | —    | —    | —    | 72.º | —    | —    |
|                 | Vuelta a España | —    | —    | —    | —    | 68.º | —    | 67.º | Ab.  |
| Mundial en Ruta | Mundial en Ruta | —    | —    | —    | —    | Ab.  | —    | —    | —    |

—: no participa

Ab.: abandono

## Equipos
- Riwal (2017-2020)
  - Riwal Platform Cycling Team (2017)
  - Riwal CeramicSpeed Cycling Team (2018)
  - Riwal Readynez Cycling Team (2019-2020)[10]
  - Riwal Securitas Cycling Team (2020)
- Lotto (2021-2024)
  - Lotto Soudal (2021-2022)
  - Lotto Dstny (2023-2024)
- Uno-X Mobility (2025-)